# Ekaterini Stefanidi
Ekaterini Stefanidi (Atenes, Grècia, 4 de febrer de 1990) és una atleta grega, especialista en la prova de salt amb perxa, amb la qual ha aconseguit ser campiona olímpica a Rio 2016 i campiona mundial el 2017.

## Carrera esportiva
Als Jocs de Rio 2016 guanya la medalla d'or en salt amb perxa, per davant de la nord-americana Sandi Morris i la neozelandesa Eliza McCartney.
I al Mundial de Londres 2017 torna a guanyar la medalla d'or en salt amb perxa, quedant per davant de nou de Sandi Morris, i de la veneçolana Robeilys Peinado i la Yarisley Silva, aquestes dues últimes empatades amb el bronze.